# Aaron Hicks
Aaron Michael Hicks (Los Angeles, 2 ottobre 1989) è un giocatore di baseball statunitense, esterno per i Baltimore Orioles della Major League Baseball (MLB).

## Carriera

### Gli Inizi e Minor League (MiLB)

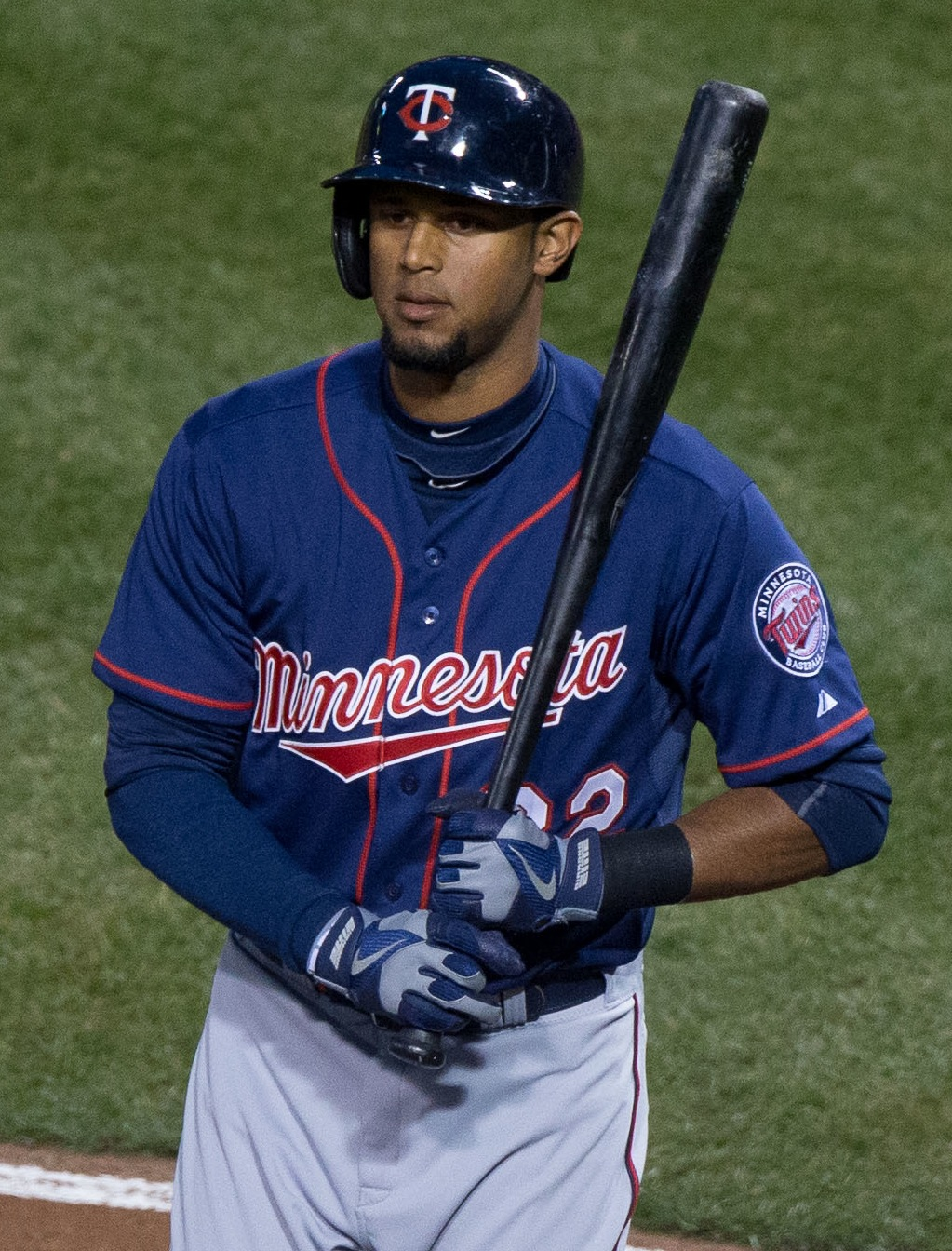
Hicks con i Twins nel 2013

Hicks nacque nel 1989 a San Pedro, un distretto di Los Angeles. Si diplomò alla Woodrow Wilson High School di Long Beach, California e fu selezionato, nel primo turno del draft MLB 2008, come 14ª scelta assoluta, dai Minnesota Twins, che lo assegnarono in Classe Rookie. Nel 2009 e 2010 giocò in classe A. Durante le stagione 2011 giocò in Classe A-avanzata e nel 2012 fu promosso in Doppia-A.

### Major League (MLB)
Hicks debuttò nella MLB il 1º aprile 2013, al Target Field di Minneapolis contro i Detroit Tigers.
l'11 novembre 2015, i Twins scambiarono Hicks con i New York Yankees in cambio di John Ryan Murphy.
Il 13 aprile 2018 Hicks batté un inside-the-park home run contro i Detroit Tigers. Il 1º luglio batté tre fuoricampo in una sola partita, contro i Boston Red Sox.
Nel 2021, chiuse la sua stagione con 32 presenze il 12 maggio, poiché venne inserito nella lista degli infortunati il 16 maggio e successivamente venne trasferito alla lista per 60 giorni il 30 maggio, a causa di un infortunio al polso sinistro.

Il 26 maggio 2023 viene ceduto dagli Yankees dopo che nella prima parte di stagione aveva perso il posto da titolare in favore di Oswaldo Cabrera. Il 30 maggio 2023 firma un contratto di un anno con i Baltimore Orioles a seguito dell'infortunio di Cedric Mullins.